# Thaumatolpium robustius
Thaumatolpium robustius är en spindeldjursart som beskrevs av Beier 1964. Thaumatolpium robustius ingår i släktet Thaumatolpium och familjen Garypinidae. Inga underarter finns listade i Catalogue of Life.